# (5385) Kamenka
(5385) Kamenka es un asteroide perteneciente al cinturón de asteroides, descubierto el 3 de octubre de 1975 por la astrónoma soviética Liudmila Chernyj desde el Observatorio Astrofísico de Crimea (República de Crimea, Rusia).

## Designación y nombre
Designado provisionalmente como 1975 TS3. Fue nombrado en homenaje al municipio ucraniano perteneciente al Óblast de Penza, llamado Kamianka.